# Carraixet (grup musical)
Carraixet és un grup de folk en valencià-català, procedent de Tavernes Blanques (l'Horta Nord, País Valencià). El seu estil musical s'emmarca dins el moviment de la Nova Cançó.

## Història
Els orígens del grup arrenquen amb el guitarrista Lleonard Giner i Mur, fundador de l'associació Amics de la Cançó i del Col·lectiu de Músics del País Valencià, quan a principis dels anys 1970 va constituir una rondalla formada per gent jove del seu poble natal, Tavernes Blanques, a la comarca de l'Horta Nord. Per desmarcar-se del model de rondalles predominant durant el franquisme, les quals cantaven en castellà, amb cançons com ara Clavelitos, el músic i activista Rafa Arnal va proposar que el grup cantés música popular valenciana. D'aquesta forma, el febrer de 1972 el grup es va presentar en públic, amb el nom «Carraixet 72», en una primera actuació a l'Escola de Mestres Industrials de Castelló de la Plana.
L'any 1977 significa una revolució en la instrumentació del grup, tradicionalment format per instruments de corda. En aquell any comencen a introduir-se els instruments de vent que amplien les possibilitats musicals de Carraixet. Així és com inclouen al seu repertori una innovadora adaptació del pasdoble Paquito el Xocolater, tradicionalment interpretat per bandes de música. Aquest treball apareixerà al segon disc del grup (Entre col i col, ...lletuga), el 1979. El primer disc, Beure, cantar i ballar., gravat pel grup el gener de 1978, inclou cançons tradicionals de l'Horta de València.
Després de 50 anys, el 4 de novembre de 2022 tornà a actuar en el Teatre Principal de Castelló de la Plana, en el marc del festival Trovam, patrocinat per la Plataforma per la Llengua i presentat per la periodista Amàlia Garrigós. Està previst un segon concert de celebració del mig segle de vida al Teatre Principal de València el 18 de desembre, en el qual es presentarà el nou disc Carraixet 50 anys.

## Discografia[calcitació]
- Beure, cantar i ballar (1978)
- Entre col i col... lletuga (1979)
- Fet a posta (1980)
- Estimem per estimar (1983)
- Ací estem (1985)
- Què sabràs tu de mi! (1992)
- Especial Pasqua (1993)
- Mareta (1995)
- Guspira (2008)
- Carraixet 50 anys[6]